# Nikolaevsk
Nikolaevsk és una concentració de població designada pel cens dels Estats Units a l'estat d'Alaska. Segons el cens del 2000 tenia 345 habitants.

## Demografia
Segons el cens del 2000, Nikolaevsk tenia 345 habitants, 96 habitatges, i 72 famílies La densitat de població era de 3,7 habitants/km².
Dels 96 habitatges en un 57,3% hi vivien nens de menys de 18 anys, en un 65,6% hi vivien parelles casades, en un 5,2% dones solteres, i en un 24% no eren unitats familiars. En el 18,8% dels habitatges hi vivien persones soles el 2,1% de les quals corresponia a persones de 65 anys o més que vivien soles. El nombre mitjà de persones vivint en cada habitatge era de 3,59 i el nombre mitjà de persones que vivien en cada família era de 4,33.
Per edats la població es repartia de la següent manera: un 45,2% tenia menys de 18 anys, un 7,8% entre 18 i 24, un 26,4% entre 25 i 44, un 17,1% de 45 a 60 i un 3,5% 65 anys o més.
L'edat mediana era de 21 anys. Per cada 100 dones hi havia 104,1 homes. Per cada 100 dones de 18 o més anys hi havia 119,8 homes.
La renda mediana per habitatge era de 37.500 $ i la renda mediana per família de 39.375 $. Els homes tenien una renda mediana de 26.250 $ mentre que les dones 25.833 $. La renda per capita de la població era de 10.390 $. Aproximadament el 15,8% de les famílies i el 19,2% de la població estaven per davall del llindar de pobresa.

## Poblacions més properes
El següent diagrama mostra les poblacions més properes.